# Oscinisoma
Oscinisoma is een vliegengeslacht uit de familie van de halmvliegen (Chloropidae).

## Soorten
- O. aliena (Becker, 1912)
- O. cognatum (Meigen, 1830)
- O. germanicum (Duda, 1932)
- O. gilvipes (Loew, 1858)